# Wim Snieder

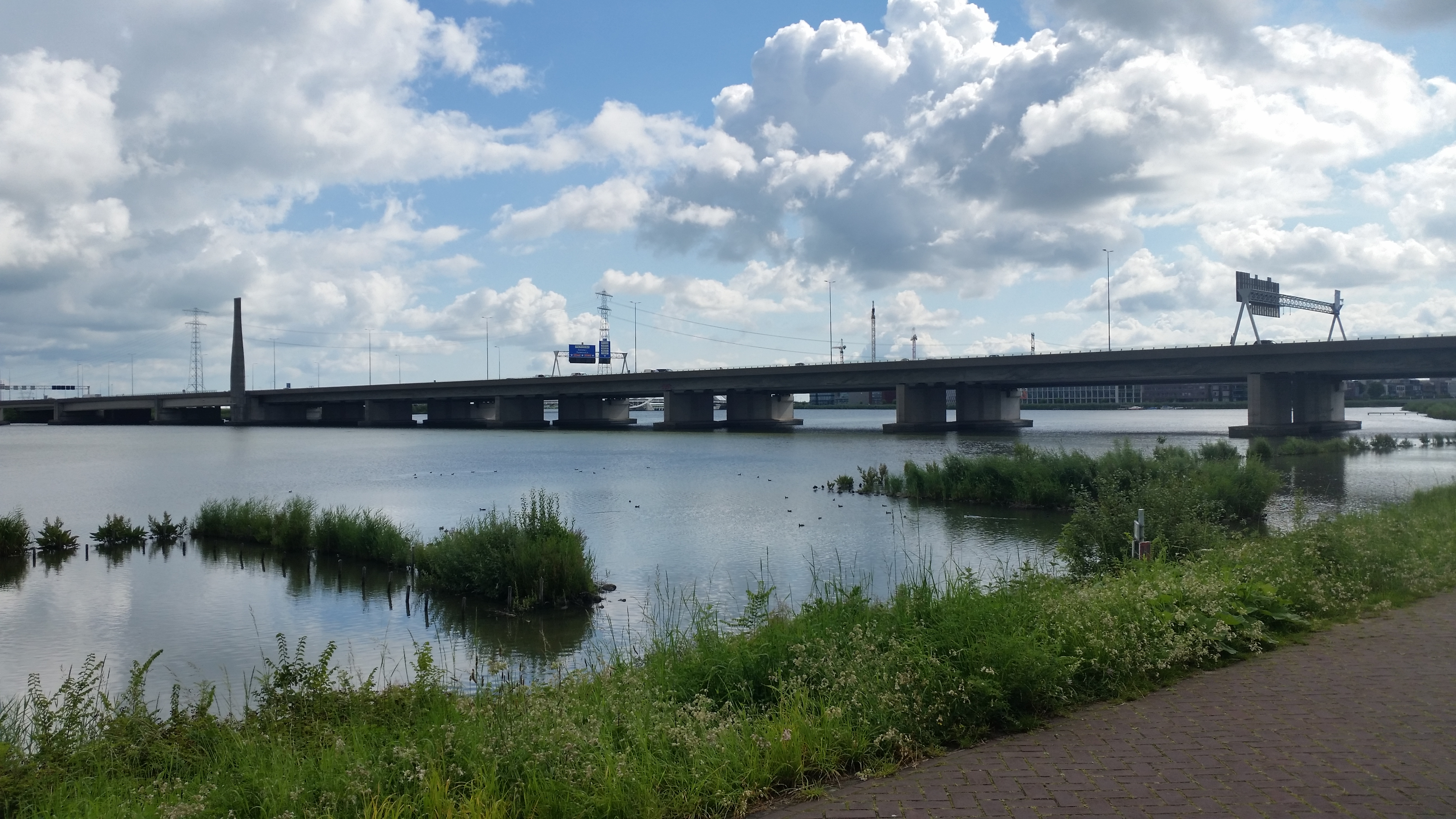
Zeeburgerbrug met Wokkel in 2020

Wilhelmus Franciscus (Wim) Snieder (Leiden, 7 januari 1926 – Oegstgeest, 23 juni 1994) was een Nederlands architect.
Hij was zoon van Wilhelmus Franciscus Snieder en Ida Johanna Lydia Dirkse. Hijzelf was getrouwd met Lammigje Roelina (Lammie) Berkenbosch (docente Rijnlands College, overleden in 1974) en vanaf 1976 Mies ter Beek.
Hij volgde een Hogere Burgerschoolopleiding en ging voor bouwkundig ingenieur studeren aan de Technische Universiteit Delft.
Hij was werkzaam als zelfstandig architect en was collega van Gerrit Herman Kleinhout, Albert Johan van der Steur en Hans Duyvedak, laatst bekend onder Snieder, Duyvendak en Bakker. Het architectenbureau werd na het overlijden van Snieder voortgezet door Jan Willem Snieder. Bij Rijkswaterstaat werkte hij wel met Wim Quist.
Hij werd in 1989 benoemd tot officier in de Orde van Oranje Nassau benoemd. Hij kreeg in 1991 de Gouden Speld van Leiden vanwege 25 jaar lid van de plaatselijke welstandcommissie. 
Hij was betrokken bij ontwerpen van enkele bouwkundige kunstwerken in de Rijksweg 10 met daarbij tevens De wokkel. Andere werken van hem zijn of waren verbreding van de Van Brienenoordbrug, delen van het Prins Clausplein, tuibruggen bij Kamen en Heusden., een politiebureau aan de Langegracht 11 en een brug over de Oude Vest, beide in Leiden. Hij is ook verantwoordelijk voor het ontwerp van één van de eersten ecoducten: Wildwissel Woeste Hoeve. 
Hij kon niet lang van zijn onderscheidingen en ontwerpen genieten; Hij overleed op 23 juni 1994 te Oegstgeest.
- RKD-Nederlands Instituut voor Kunstgeschiedenis: 299244